# Herbert Pohl (Fußballspieler)

Pohl im Trikot des Dresdner SC

Herbert Pohl (* 18. September 1916 in Hainsberg,  Amtshauptmannschaft Dresden; † 21. November 2010 in Bochum) war ein deutscher Fußballspieler und -trainer.

## Spielerkarriere

### Jugend
Pohl wuchs als Sohn eines kommunistischen Abgeordneten auf und absolvierte nach der Schulausbildung eine Lehre zum Maschinenschlosser. Als Schüler spielte er in dem kommunistischen Fußballverein ASV Freital, der ihn mangels einer eigenen Jugendabteilung bereits mit 15 Jahren in der 1. Mannschaft einsetzte. Nachdem der Verein 1933 durch die Nationalsozialisten verboten worden war, schloss er sich der Spielvereinigung Dresden-Löbtau an. Dort wurde er vom Dresdner SC (DSC) entdeckt, der ihn im Sommer 1937 übernahm. Dort spielte Pohl mit Fußballgrößen wie Richard Hofmann, Willibald Kreß und Helmut Schön zusammen. Mit diesen Spielern wuchs der DSC neben Schalke 04 zu einer der spielstärksten Mannschaften Anfang der 1940er Jahre heran.

### Dresdner SC
Am 1. Dezember 1940, ein Jahr nach Beginn des Zweiten Weltkriegs, gewann der DSC mit Pohl als rechtem Mittelfeldspieler zum ersten Mal den deutschen Fußballpokal (Tschammerpokal) nach einem 2:1-Sieg über den 1. FC Nürnberg. Ein Jahr später konnte der DSC den Pokal mit einem 2:1-Sieg über Schalke 04 verteidigen; Pohl spielte wieder auf seiner Stammposition rechter Läufer. In das Jahr 1941 fallen auch Pohls beide Spiele mit der deutschen Nationalmannschaft. Am 5. Oktober 1941 stand er in Helsinki als rechter Läufer im Länderspiel Finnland – Deutschland (0:6) in der deutschen Auswahl und absolvierte auf derselben Position nach zwei Länderspielen ohne ihn sein zweites Auswahlspiel bei der Begegnung Deutschland – Slowakei (4:0) am 7. Dezember 1941 in Breslau. In den Jahren 1943 und 1944 holte sich der Dresdner SC die deutsche Meisterschaft. Pohl war sowohl im Endspiel am 27. Juni 1943 (3:0 über FV Saarbrücken) als auch am 18. Juni 1944 (4:0 über den LSV Hamburg) dabei. Auch in diesen beiden Spielen wurde Pohl auf der rechten Mittelfeldseite eingesetzt. Seit 1943 spielte Pohl nur noch einarmig, nachdem ihm 1942 bei einem Fronteinsatz im russischen Tula durch eine deutsche Fliegerbombe der linke Arm abgerissen worden war.

### SG Friedrichstadt
Nach Kriegsende wurden auf Veranlassung der sowjetischen Besatzungsmacht in Ostdeutschland alle bisherigen Sportvereine verboten. Anstelle des Dresdner SC trat die Sportgemeinschaft Friedrichstadt, die zunächst nur lokale Wettkämpfe austragen durfte. In ihr fanden sich mehrere DSC-Spieler, unter ihnen auch Herbert Pohl und Helmut Schön, zusammen. Nach der Lockerung des Sportverkehrs in der sowjetischen Besatzungszone wurde die SG Friedrichstadt 1946/47 Meister des Bezirkes Dresden, kam 1948 unter die letzten vier der sächsischen Meisterschaft und beteiligte sich 1948/49 an der 2. Ostzonenmeisterschaft, wo sie im Viertelfinale Union Halle mit 1:2 unterlag. Mit der Viertelfinal-Teilnahme hatten sich die Friedrichstädter aber für die neue ostdeutsche DDR-Oberliga qualifiziert, die im Sommer 1949 mit dem Punktspielbetrieb begann. Die SG Friedrichstadt gehörte zu den Spitzenmannschaften und hatte bis zum letzten Spieltag die Chance, erster DDR-Meister zu werden. Nach umstrittenen Schiedsrichterentscheidungen und Zuschauerausschreitungen verlor die SG Friedrichstadt das letzte Punktspiel vor eigenem Publikum gegen Horch Zwickau mit 1:5 und musste die Meisterschaft den Zwickauern überlassen. Die Zuschauerausschreitungen und den Boykott der Meisterfeier durch die Dresdner Spieler nahm die ostdeutsche Sportführung zum Anlass, die SG Friedrichstadt aufzulösen und die Spieler in eine Betriebssportgemeinschaft zu überführen. Die meisten Spieler gingen daraufhin nach West-Berlin.

## Trainerkarriere
Herbert Pohl war bereits vorher nach Westdeutschland gegangen, nachdem er für Friedrichstadt noch 15 Punktspiele in der Oberliga bestritten hatte. Er war zugleich zeitweise Trainer der provisorischen DDR-Nationalmannschaft gewesen. Diese konnte, da sie noch nicht in die FIFA aufgenommen worden war, nur inoffizielle Länderspiele absolvieren. Als Pohl erkannte, dass die DDR-Auswahl politisch instrumentalisiert werden sollte und außerdem für seinen herzkranken Sohn in der DDR keine angemessene medizinische Behandlung möglich war, verließ er im Januar 1950 die DDR. Beim zweitklassigen SSV Wuppertal wurde der 33-Jährige Spielertrainer, später trainierte er andere Amateurvereine in Wuppertal, die er jeweils in die nächsthöhere Klasse führte.

## Sonstiges
2006 konnte Herbert Pohl als letzter Überlebender der Meistermannschaften des DSC in Wuppertal seinen 90. Geburtstag begehen.